# Stephen Moulton Babcock
Stephen Moulton Babcock (Bridgewater, Nueva York; 22 de octubre de 1843-Madison, Wisconsin; 2 de julio de 1931) fue un químico agrícola estadounidense. Es conocido por desarrollar la prueba de Babcock, utilizada para determinar el contenido de grasa de mantequilla en el procesamiento de leche y queso, y por el experimento de un solo grano que condujo al desarrollo de la nutrición como una disciplina reconocida.

## Primeros años y carrera
Babcock nació en una granja en Bridgewater, Nueva York. Sus padres fieron Peleg y Cornelia Babcock. Obtuvo una licenciatura de la Universidad Tufts en 1866 y asistió a la Universidad Cornell de 1872 a 1875, donde obtuvo una maestría antes de estudiar química orgánica en la Universidad de Gotinga, Alemania, donde recibió un doctorado en 1879.  A su regreso a los Estados Unidos en 1881, Babcock asumió el papel de químico agrícola en la Estación experimental agrícola del estado de Nueva York en Geneva, Nueva York, donde su primera tarea fue determinar las proporciones adecuadas de alimentación de carbohidratos, grasa y proteína mediante análisis químico de excremento de vaca. Determinó que la composición química de los excrementos era similar a la del alimento, con la única excepción importante del contenido de cenizas. Estos resultados se probaron una y otra vez, y sus resultados fueron similares a los estudios alemanes realizados anteriormente. Esto llevó a Babcock a preguntarse qué pasaría si el ganado fuera alimentado con un solo grano (cebada, maíz o trigo), aunque esa prueba no se llevaría a cabo hasta dentro de veinticinco años.

## Universidad de Wisconsin-Madison
En 1888, Babcock aceptó un puesto en la Estación Experimental Agrícola de la Universidad de Wisconsin-Madison (UWAES) como presidente del departamento de Química Agrícola. Inmediatamente solicitó al decano de agricultura William Henry, entonces director de la estación, que llevara a cabo el "experimento de un solo grano", pero Henry se negó. En 1890, desarrolló la prueba de Babcock que determina el contenido de grasa de mantequilla de la leche. Luego trabajó con el bacteriólogo Harry Luman Russell en el desarrollo del proceso de curado en frío para la maduración del queso (1897). La prueba de Babcock estableció el estándar mundial para la determinación de la grasa butírica en la leche, mientras que el proceso de curado en frío permitió que Wisconsin se convirtiera en el principal productor de queso de los Estados Unidos.

## "Experimento de un solo grano"
Babcock continuó presionando a William Henry para que realizara el "experimento de un solo grano" e incluso se acercó sin éxito al presidente de cría de animales de la UWAES, JA Craig. Craig fue reemplazado en 1897 por WL Carlyle, quien se mostró más receptivo a la propuesta de Babcock. Inicialmente probó un experimento de sal con ocho vacas lecheras como una cuestión de preferencia de sabor, mientras que otras ocho vacas no recibieron sal. Después de que una de las ocho vacas que no recibieron sal murió, Carlyle interrumpió el experimento y todas las vacas restantes recibieron sal para restaurar su salud.
William Henry, quien se convirtió en Decano de Agricultura en 1901, finalmente le dio permiso a Babcock para realizar el experimento de un solo grano. Carlyle aprobó el experimento con solo dos vacas. Una vaca fue alimentada con maíz, mientras que la otra fue alimentada con copos de avena y paja con la expectativa de que el experimento durara un año. Tres meses después del ensayo, la vaca alimentada con avena murió y Carlyle detuvo el experimento para salvar la vida de la otra vaca. El resultado no se publicó, principalmente porque Babcock no había registrado cuánto de cada grano habían consumido las vacas.
En 1906, Babcock contrató a un químico de la Universidad de Míchigan, Edwin B. Hart (1874-1953). Hart había trabajado anteriormente en la Estación Experimental Agrícola del Estado de Nueva York y había estudiado química fisiológica con Albrecht Kossel en Alemania. Ambos trabajaron con George C. Humphrey, quien reemplazó a Carlyle como profesor de cría de animales, para planificar un plan de alimentación a largo plazo usando una dieta químicamente balanceada de carbohidratos, grasas y proteínas en lugar de raciones de una sola planta como se había probado en el experimento anterior de Babcock. El "experimento de un solo grano" nació así en 1907.
Desde mayo de 1907 hasta 1911, el experimento se llevó a cabo con Hart como director, Babcock aportando las ideas y Humphrey supervisando el bienestar de las vacas durante el experimento. Elmer McCollum, un químico orgánico de Connecticut, fue contratado por Hart para analizar las raciones de cereales y los excrementos de las vacas. El experimento requirió cuatro grupos de cuatro terneras cada uno, y se criaron tres grupos y se llevaron a término dos embarazos durante el experimento. El primer grupo comió solo trigo, el segundo grupo comió solo salvado, el tercer grupo comió solo maíz y el último grupo comió una mezcla de los otros tres.
En 1908 se demostró que los animales alimentados con maíz eran los más saludables del grupo, mientras que los alimentados con trigo eran los menos saludables. Los cuatro grupos se reprodujeron durante ese año, siendo los terneros alimentados con maíz los más saludables, mientras que los terneros alimentados con trigo y mixtos nacieron muertos o murieron más tarde. Resultados similares se encontraron en 1909. En 1910, las vacas alimentadas con maíz cambiaron su dieta a trigo y las vacas no alimentadas con maíz fueron alimentadas con maíz. Esto produjo terneros no saludables para las vacas que anteriormente se alimentaban con maíz, mientras que las vacas restantes produjeron terneros saludables. Cuando se reintrodujeron las fórmulas de 1909 a las respectivas vacas en 1911, se repitieron los resultados de gestación de 1909. Estos resultados fueron publicados en 1911. Se habían determinado resultados similares en las Indias Orientales Neerlandesas (ahora Indonesia) en 1901, en Polonia en 1910 y en Inglaterra en 1906 (aunque los resultados ingleses no se publicaron hasta 1912).
Este experimento ayudó al desarrollo de la nutrición como una ciencia.

## Legado

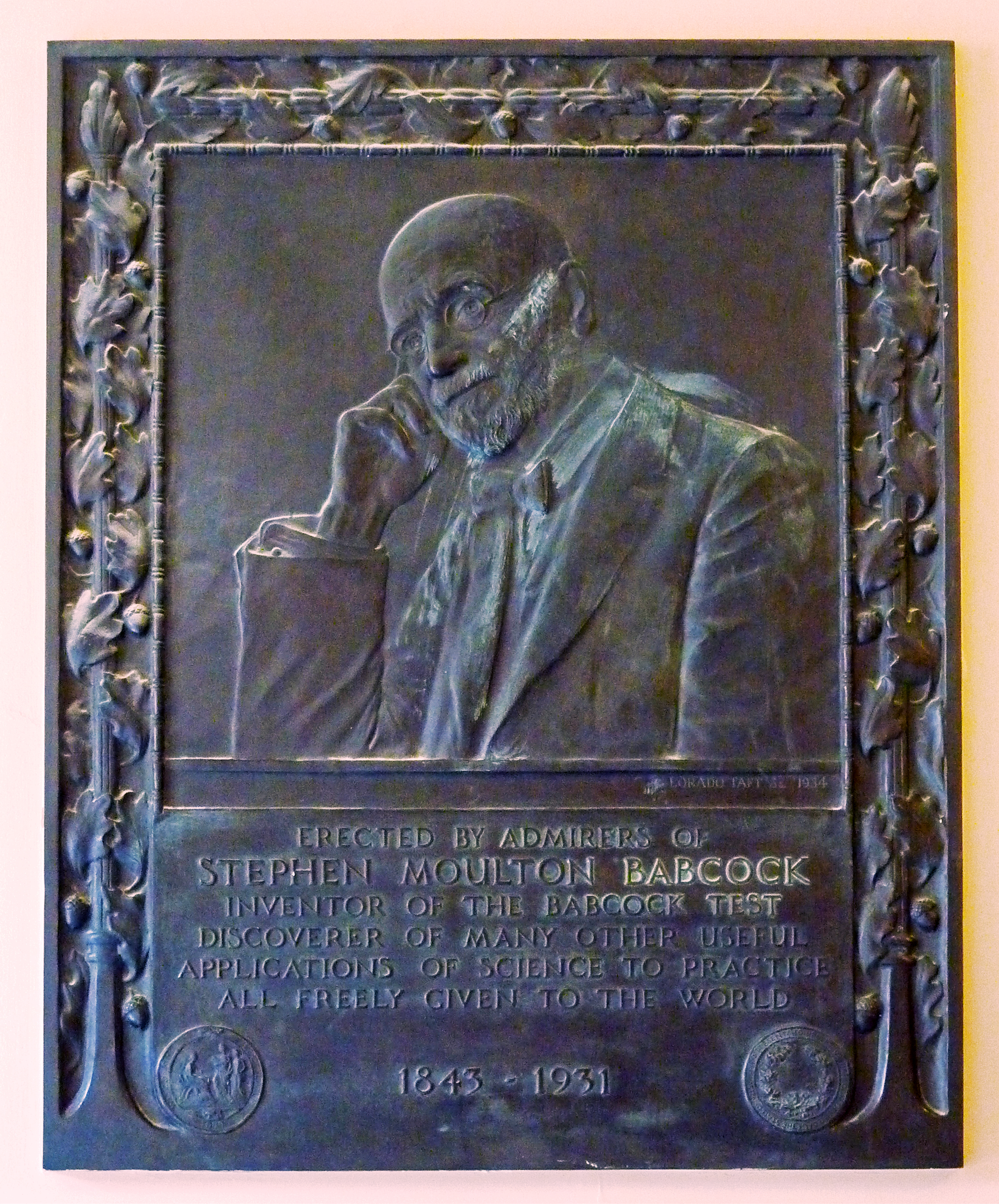
Placa conmemorativa (1934) por Lorado Taft

Babcock murió en 1931, en Madison, Wisconsin, de un infarto sufrido durante una ola de calor. Su patrimonio quedó en manos de la Facultad de Agricultura de la Universidad de Wisconsin-Madison. Por una decisión de los decanos, se estableció en el hogar Babcock una cooperativa de vivienda para estudiantes varones que estudian agricultura y se nombró en su honor. Babcock House es la cooperativa de viviendas para estudiantes en funcionamiento continuo más antigua de Wisconsin y ahora está abierta a estudiantes masculinos y femeninos de cualquier curso de estudio.
Durante la Segunda Guerra Mundial, el buque estadounidense clase Liberty SS S. M. Babcock fue nombrado en su honor.
En 1948, el Instituto de Tecnólogos de Alimentos creó el Premio Stephen M. Babcock (ahora el Premio Babcock-Hart) en honor a los logros de Babcock. Además, el edificio del Departamento de Ciencias de la Alimentación de la Universidad de Wisconsin en Madison recibió su nombre en honor a Babcock en 1952. El Instituto de Investigación y Desarrollo Internacional de Productos Lácteos de Wisconsin también recibió su nombre en honor a Babcock.